# Sankt Otten
Sankt Otten ist eine deutsche Band aus Osnabrück, die 1999 von Stephan Otten gegründet wurde. Ihr Stil beinhaltet melodische und atmosphärische elektronische Instrumentalmusik mit Einflüssen klassischer Berliner Schule, Krautrock, Ambient und Triphop. Nachdem die Gruppe bei mehreren kleinen Labels unter Vertrag war, ist sie seit 2009 bei dem Independent-Label Denovali.  

## Mitglieder
- Stephan Otten (Schlagzeug, Programmierung, Synthesizer)
- Oliver Klemm (Gitarre, Bass, Synthesizer)

- Carsten Sandkämper (Gitarre, Bass, Gesang - bis 2001)
- Volker Schumacher (Live: Bass (2002–2004))
- Fredy Engel (Live: Keyboard (2002–2004))

## Gastmusiker
- Jaki Liebezeit (Schlagzeug)
- Harald Grosskopf (Schlagzeug)
- A. E. Paterra (Schlagzeug)
- Dirk Pellmann (Schlagzeug)
- Christoph Clöser (Saxophon)
- Ulrich Schnauss (Synthesizer)
- Coley Duane Dennis (Gitarre)

## Diskografie
- 1999: Stille Tage im Klischee (Eleganz)
- 2000: Eine kleine Traurigkeit (Eleganz)
- 2006: Remixe [Zuhause fühle ich mich wie ein Tourist] (Retinascan)
- 2006: Wir können ja Freunde bleiben (Hidden Shoal Recordings)
- 2007: Wunden gibt es immer wieder (BluNoise/Hidden Shoal Recordings)
- 2009: Morgen wieder lustig (Denovali)
- 2010: Majeure & Sankt Otten - Split (Denovali)
- 2011: Gottes Synthesizer (Denovali)
- 2011: Sänger und Sünder (Denovali)
- 2012: Sequencer Liebe (Denovali)
- 2013: Messias Maschine (Denovali)
- 2015: Engtanz Depression (Denovali)
- 2016: Männerfreundschaften und Metaphysik (Kooperation mit N / Hellmut Neidhardt) (Denovali)
- 2018: Zwischen Demut und Disco (Denovali)
- 2020: Lieder für geometrische Stunden (Denovali)
- 2022: Symmetrie und Wahnsinn (Denovali)
- 2023: Alte Hasen (Self Released)
- 2025: Hymnen und Helden (Denovali)
- 2025: Tote Winkel (Denovali)